# Liste der Bau- und Bodendenkmale im Landkreis Märkisch-Oderland

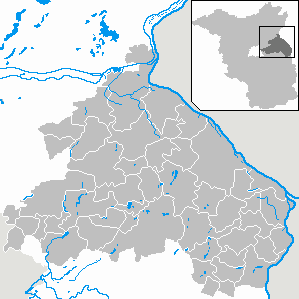
Karte des Landkreises Märkisch-Oderland

Die Liste der Bau- und Bodendenkmale im Landkreis Märkisch-Oderland enthält die Kulturdenkmale (Bau- und Bodendenkmale) im Landkreis Märkisch-Oderland. Grundlage der Einzellisten sind die in den jeweiligen Listen angegebenen Quellen. Die Angaben in den einzelnen Listen ersetzen nicht die rechtsverbindliche Auskunft der zuständigen Denkmalschutzbehörde.

## Aufteilung
Wegen der großen Anzahl von Kulturdenkmalen im Landkreis Märkisch-Oderland ist diese Liste in Teillisten nach den Städten und Gemeinden aufgeteilt.
| Stadt/Gemeinde             | Karte | Denkmallisten                       | Bild eines Denkmals     |
| -------------------------- | ----- | ----------------------------------- | ----------------------- |
| Alt Tucheband              |       | - Baudenkmale - Bodendenkmale       | Pfarrhaus Rathstock     |
| Altlandsberg               |       | - Baudenkmale - Bodendenkmale       | Schlosskapelle          |
| Bad Freienwalde (Oder)     |       | - Baudenkmale - Bodendenkmale       | Landhaus                |
| Beiersdorf-Freudenberg     |       | - Baudenkmale - Bodendenkmale       | Dorfkirche Freudenberg  |
| Bleyen-Genschmar           |       | - keine Baudenkmale - Bodendenkmale |                         |
| Bliesdorf                  |       | - Baudenkmale - Bodendenkmale       | Dorfkirche Kunersdorf   |
| Buckow (Märkische Schweiz) |       | - Baudenkmale - Bodendenkmale       | Brecht-Weigel-Haus      |
| Falkenberg                 |       | - Baudenkmale - Bodendenkmale       | Bahnhof                 |
| Falkenhagen (Mark)         |       | - Baudenkmale - Bodendenkmale       | Kirche                  |
| Fichtenhöhe                |       | - Baudenkmale - Bodendenkmale       |                         |
| Fredersdorf-Vogelsdorf     |       | - Baudenkmale - Bodendenkmale       | Rathaus                 |
| Garzau-Garzin              |       | - Baudenkmale - Bodendenkmale       | Garzau, Kirche          |
| Golzow                     |       | - keine Baudenkmale - Bodendenkmale |                         |
| Gusow-Platkow              |       | - Baudenkmale - Bodendenkmale       | Gusow, Schloss          |
| Heckelberg-Brunow          |       | - Baudenkmale - Bodendenkmale       | Heckelberg, Kirche      |
| Höhenland                  |       | - Baudenkmale - Bodendenkmale       | Steinbeck, Dorfkirche   |
| Hoppegarten                |       | - Baudenkmale - Bodendenkmale       | Galopprennbahn          |
| Küstriner Vorland          |       | - Baudenkmale - Bodendenkmale       | Friedhof                |
| Lebus                      |       | - Baudenkmale - Bodendenkmale       | Mallnow, Kirchenruine   |
| Letschin                   |       | - Baudenkmale - Bodendenkmale       | Ehrenmal                |
| Lietzen                    |       | - Baudenkmale - Bodendenkmale       | Komturei                |
| Lindendorf                 |       | - Baudenkmale - Bodendenkmale       | Sachsendorf, Kirche     |
| Märkische Höhe             |       | - Baudenkmale - Bodendenkmale       | Ringenwalde, Kirche     |
| Müncheberg                 |       | - Baudenkmale - Bodendenkmale       | Ringewald, Kirche       |
| Neuenhagen bei Berlin      |       | - Baudenkmale - Bodendenkmale       | Rathaus                 |
| Neuhardenberg              |       | - Baudenkmale - Bodendenkmale       | Kirche                  |
| Neulewin                   |       | - Baudenkmale - Bodendenkmale       | Schachtgraben           |
| Neutrebbin                 |       | - Baudenkmale - Bodendenkmale       | Schul- und Bethaus      |
| Oberbarnim                 |       | - Baudenkmale - Bodendenkmale       | Klosterdorf, Dorfkirche |
| Oderaue                    |       | - Baudenkmale - Bodendenkmale       | Altmädewitz, Dorfkirche |
| Petershagen/Eggersdorf     |       | - Baudenkmale - Bodendenkmale       | Eggersdorf, Wohnhaus    |
| Podelzig                   |       | - Baudenkmale - Bodendenkmale       | Kirche                  |
| Prötzel                    |       | - Baudenkmale - Bodendenkmale       | Schloss Prötzel         |
| Rehfelde                   |       | - Baudenkmale - Bodendenkmale       | Zinndorf, Kirche        |
| Reichenow-Möglin           |       | - Baudenkmale - Bodendenkmale       | Gutsanlage              |
| Reitwein                   |       | - Baudenkmale - Bodendenkmale       | Kirchenruine            |
| Rüdersdorf bei Berlin      |       | - Baudenkmale - Bodendenkmale       | Museumspark             |
| Seelow                     |       | - Baudenkmale - Bodendenkmale       | Gedenkstätte            |
| Strausberg                 |       | - Baudenkmale - Bodendenkmale       | Rathaus                 |
| Treplin                    |       | - Baudenkmale - Bodendenkmale       | Kirche                  |
| Vierlinden                 |       | - Baudenkmale - Bodendenkmale       | Neuentempel, Kirche     |
| Waldsieversdorf            |       | - Baudenkmale - Bodendenkmale       | Wasserturm              |
| Wriezen                    |       | - Baudenkmale - Bodendenkmale       | Bahnhof                 |
| Zechin                     |       | - Baudenkmale - Bodendenkmale       |                         |
| Zeschdorf                  |       | - Baudenkmale - Bodendenkmale       | Schlosszufahrt          |